# Szewnia Dolna
Szewnia Dolna – wieś w Polsce położona w województwie lubelskim, w powiecie zamojskim, w gminie Adamów.
W latach 1975–1998 miejscowość administracyjnie należała do województwa zamojskiego.
W Szewni Dolnej znajduje się dawna cerkiew prawosławna z 1905 r. (obecnie kościół rzymskokatolicki pw. Zwiastowania NMP).
We wschodniej części wsi na skraju lasu jest miejsce pamięci żołnierzy walczącym w powstaniu zamojskim.
Wieś jest sołectwem w gminie Adamów. Według Narodowego Spisu Powszechnego z roku 2011 wieś liczyła 374 mieszkańców i była piątą co do liczby ludności miejscowością gminy.
Wierni Kościoła rzymskokatolickiego należą do parafii św. Andrzeja Boboli w Kosobudach.

## Historia
W wieku XIX i wcześniej Szewnia – dziś dwie wsie Szewnia Górna i Szewnia Dolna.
W roku 1564 wieś stanowiła  własność rodu  Lipskich herbu Korczak. W wieku XVIII i XIX wieś w dobrach adamowskich hrabiów Tarnowskich. Według rejestru poborowego z 1578 r. posiadała 7 łanów kmiecych (to jest 117, 6 ha) gruntów uprawnych.
Według spisu z 1827 r. wieś liczyła 60 domów i 384 mieszkańców. Natomiast spis z r. 1921 (wówczas w gminie Suchowola) wykazał 107 domów oraz 729 mieszkańców, w tym 11 Żydów i 256 Ukraińców.

## Zabytki

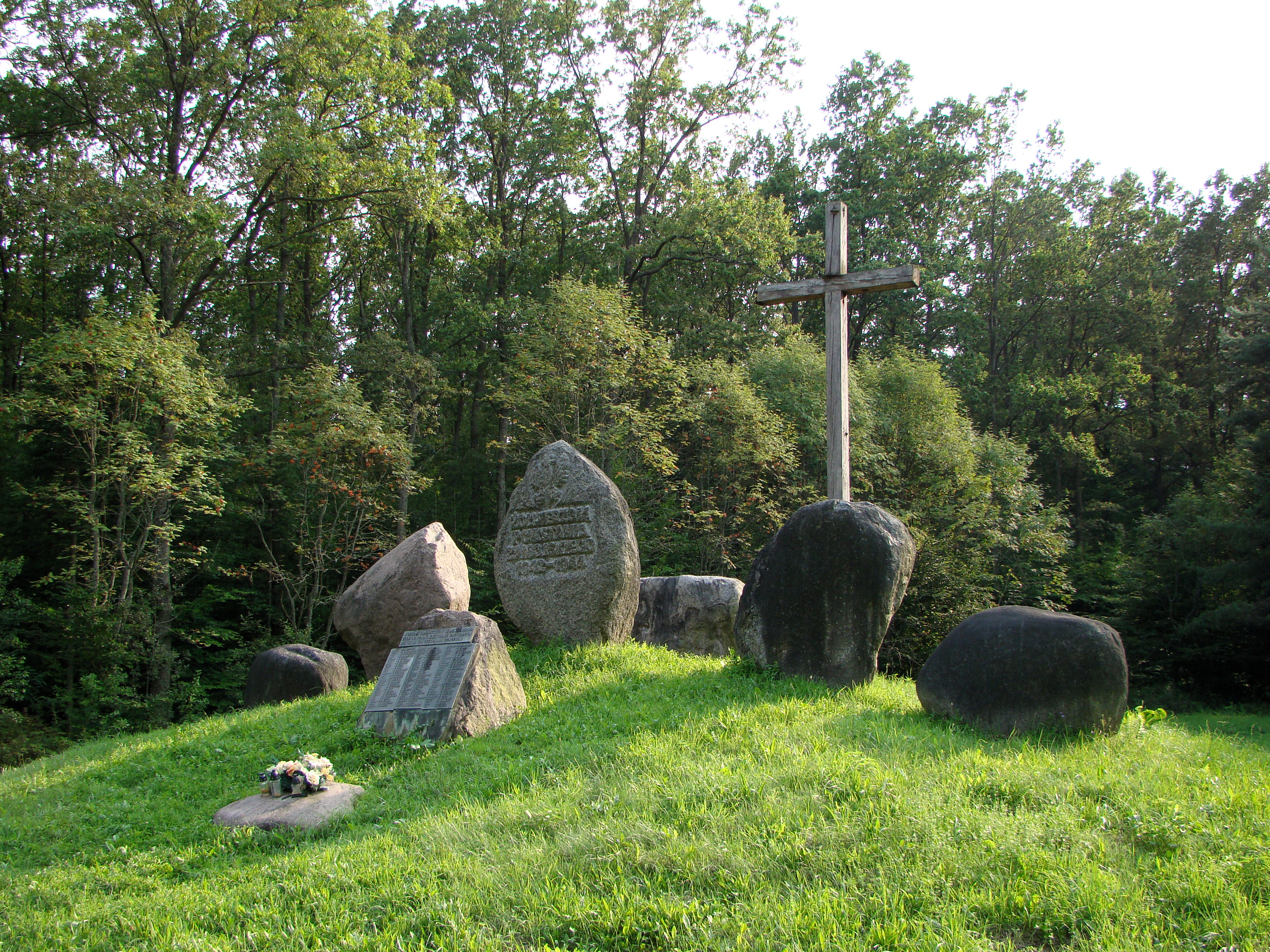
Upamiętnienie żołnierzy powstania zamojskiego

- Dawna drewniana cerkiew prawosławna z dzwonnicą w Szewni Dolnej w 1905 r. wzniesiona w miejsce poprzedniej z XVIII (?) wieku, od 1946 służy jako kościół katolicki. (Obiekt wpisany do rejestru zabytków nieruchomych pod numerem rejestracyjnym: A/1517 z 22.09.1987)
- cmentarz[14]